# 黑层腹菌
黑层腹菌（学名：Hymenogaster atratus）是属于伞菌目层腹菌科层腹菌属的一种担子菌。该种分布于中国、澳大利亚等地。